# Oklahoma City Barons
Gli Oklahoma City Barons sono stati una squadra di hockey su ghiaccio dell'American Hockey League con sede nella città di Oklahoma City, capitale dell'Oklahoma. Sono stati affiliati agli Edmonton Oilers, squadra della National Hockey League. Nati nel 2010 e sciolti nel 2015 hanno disputato i loro match casalinghi presso il Cox Convention Center.

## Storia
Il 9 febbraio 2010 il Board of Governors della American Hockey League approvò ufficialmente il trasferimento della formazione affiliata agli Oilers in AHL nella città di Oklahoma City, dopo cinque anni di inattività. Negli anni precedenti la franchigia aveva assunto numerose denominazioni, la prima delle quali fu quella dei Nova Scotia Oilers negli anni 1980, mentre l'ultima fu quella degli Edmonton Road Runners, attivi fra il 2004 ed il 2005.
Il nome della squadra, "Barons", fu scelto tramite una votazione effettuata dai tifosi online o attraverso degli appositi moduli. Il nome, il logo e i colori sociali furono presentati ufficialmente il 19 maggio 2010. I Barons iniziarono a giocare i loro incontri casalinghi presso il Cox Convention Center, struttura che in passato aveva già ospitato due franchigie della Central Hockey League: gli Oklahoma City Stars e gli Oklahoma City Blazers.
Al termine della prima stagione i Barons conquistarono immediatamente l'accesso ai playoff, per poi essere eliminati al primo turno. L'anno successivo invece vinsero il titolo della West Division, arrivando fino alle semifinali della Calder Cup. Nel dicembre del 2014 fu annunciata la chiusura della squadra al termine della stagione 2014-15 in seguito al mancato rinnovo di affiliazione con gli Edmonton Oilers.

### Affiliazioni
Nel corso della loro storia gli Oklahoma City Barons sono stati affiliati alle seguenti franchigie della National Hockey League:
- Edmonton Oilers: (2010-2015)

## Record stagione per stagione
| Stagione             | Division | Gare | V  | S  | OTL | SOL | Punti | GF  | GS  | Piazzamento | Play-off                                                                                      |
| -------------------- | -------- | ---- | -- | -- | --- | --- | ----- | --- | --- | ----------- | --------------------------------------------------------------------------------------------- |
| Oklahoma City Barons |          |      |    |    |     |     |       |     |     |             |                                                                                               |
| 2010-11              | West     | 80   | 40 | 29 | 2   | 9   | 91    | 245 | 234 | 5°          | perde 1º turno (Hamilton) 2-4                                                                 |
| 2011-12              | West     | 76   | 45 | 22 | 4   | 5   | 99    | 215 | 176 | 1°          | vince 1º turno (Houston) 3-1 vince 2º turno (San Antonio) 4-1 perde semifinali (Toronto) 1-4  |
| 2012-13              | South    | 76   | 40 | 25 | 2   | 9   | 91    | 240 | 228 | 3°          | vince 1º turno (Charlotte) 3-2 vince 2º turno (Texas) 4-1 perde semifinali (Grand Rapids) 3-4 |
| 2013-14              | West     | 76   | 36 | 29 | 2   | 9   | 83    | 239 | 256 | 3°          | perde 1º turno (Texas) 0-3                                                                    |
| 2014-15              | West     | 76   | 41 | 27 | 5   | 3   | 90    | 224 | 212 | 3°          | vince 1º turno (San Antonio) 3-0 perde 2º turno (Utica) 3-4                                   |

## Record della franchigia

### Singola stagione
Gol: 42  Colin McDonald (2010-11)
Assist: 52  Brad Moran (2010-11)
Punti: 78  Alexandre Giroux (2010-11)
Minuti di penalità: 169  Mitch Moroz (2014-15)
Vittorie: 26  Yann Danis (2011-12)
Shutout: 5  Yann Danis (2011-12)
Media gol subiti: 2.07  Yann Danis (2011-12)
Parate %: .924  Yann Danis (2011-12)

### Carriera
Gol: 60  Mark Arcobello
Assist: 101  Mark Arcobello
Punti: 161  Mark Arcobello
Minuti di penalità: 336  Alex Plante
Vittorie: 52  Yann Danis
Shutout: 7  Yann Danis
Partite giocate: 208  Curtis Hamilton

## Palmarès

### Premi di squadra
- John D. Chick Trophy: 1

2011-2012

### Premi individuali
- Aldege "Baz" Bastien Memorial Award: 1

Yann Danis: 2011-2012
- Eddie Shore Award: 1

Justin Schultz: 2012-2013
- Fred T. Hunt Memorial Award: 2

Bryan Helmer: 2010-2011
Brandon Davidson: 2012-2013
- Willie Marshall Award: 1

Colin McDonald: 2010-2011